# Comuna de Czemierniki
Czemierniki (polaco: Gmina Czemierniki) é uma gminy (comuna) na Polónia, na voivodia de Lublin e no condado de Radzyński. A sede do condado é a cidade de Czemierniki.
De acordo com os censos de 2004, a comuna tem 4677 habitantes, com uma densidade 43,4 hab/km².

## Área
Estende-se por uma área de 107,71 km², incluindo:
- área agricola: 69%
- área florestal: 23%

## Demografia
Dados de 30 de Junho 2004:
|                      | Total   | Total | Mulheres | Mulheres | Homens  | Homens |
| -------------------- | ------- | ----- | -------- | -------- | ------- | ------ |
|                      | pessoas | %     | pessoas  | %        | pessoas | %      |
| População            | 4677    | 100   | 2329     | 49,8     | 2348    | 50,2   |
| Densidade (pop./km²) | 43,4    | 100   | 21,6     | 21,6     | 21,8    | 21,8   |

De acordo com dados de 2002, o rendimento médio per capita ascendia a 1331,44 zł.

## Subdivisões
- Bełcząc, Czemierniki, Lichty, Niewęgłosz, Skoki, Stoczek, Stójka, Wygnanów.

## Comunas vizinhas
- Borki, Ostrówek, Radzyń Podlaski, Radzyń Podlaski, Siemień, Wohyń